# Nature versus nurture
Nature versus nurture (z języka angielskiego, także nature vs. nurture, nature or nurture, termin tłumaczony na polski różnie: „natura czy wychowanie”, „natura czy kultura”; termin angielski jest często stosowany w języku polskim bez tłumaczenia) – spór naukowy dotyczący tego, czy w procesie kształtowania się osobowości bardziej istotny jest wpływ środowiska (wychowanie, kultura itp.) czy biologia (hormony, geny itp.).
Za twórcę terminu uważany jest Francis Galton, który użył go w tytule artykułu z 1874 r. zatytułowanym „English men of science: their nature and nurture” [Angielscy ludzie nauki: ich natura i wychowanie]. Rozważania dotyczyły udziału cech wrodzonych i czynników środowiskowych na posiadanie wybitnych zdolności naukowych. Choć sformułowanie wprowadził do języka nauki Galton, to można je odnaleźć w pisanym w XVI wieku dramacie Shakespeare’a Burza (Akt IV Scena I): „A devil, a born devil, on whose nature / Nurture can never stick!” („Diable nasienie! Żadnym wychowaniem / Nie da się zmienić tej natury”).

## Badania empiryczne
W 2012 roku w badaniu 837 par bliźniaków wykazano, że wskaźniki szczęścia (well-being) takie jak niezależność, rozwój osobisty, relacje z innymi ludźmi, życiowy cel, samoakceptacja, mają głównie podłoże genetyczne.